# Casa discografica
Una casa discografica è un'azienda che si occupa della produzione, della distribuzione e della promozione di musica, su diversi formati come il disco fonografico, il disco in vinile, le musicassette o gli Stereo8; insieme agli altri operatori del settore (per esempio le riviste e le case editrici musicali) le case discografiche costituiscono l'industria musicale.
A volte la parola etichetta è usato estensivamente per calco dell’inglese label come sinonimo di "casa discografica" sebbene questa indichi, più precisamente, un marchio detenuto dalla medesima.

## Storia
Dopo l'invenzione del disco a 78 giri, inventato da Emile Berliner nel 1888, che sostituì il cilindro fonografico, alla fine del secolo cominciò la produzione in serie da parte della Deutsche Grammophon (fondata dallo stesso Berliner) e delle altre aziende nate in quel periodo.
Le prime case discografiche ebbero origine da aziende che si occupavano della fabbricazione di fonografi: negli Stati Uniti nel 1889 Edward Easton aveva fondato la Columbia Records e nel 1901, Emile Berliner ed Eldrige R. Johnson fondarono la Victor Talking Machine Company, casa discografica con sede a Camden, mentre nell'aprile 1898 nel Regno Unito venne fondata a Londra la Gramophone Company da William Barry Owen, agente di Berliner in Gran Bretagna e Edmund Trevor Lloyd Wynne Williams.
In breve tempo in ogni nazione nacquero compagnie discografiche, ad esempio in Francia la Pathé nel 1896, in Germania l'anno prima la Polyphon che successivamente cambiò il nome in Polydor e in Italia nel 1908 la Phonotype.
Nel 1916 venne fondata la Brunswick Records, che oltre ai dischi produsse anche per alcuni anni fonografi
Dopo la prima guerra mondiale, con la diffusione della radio che aveva una qualità del suono migliore, le case discografiche sperimentarono sistemi di registrazione basati sui microfoni, migliori della tromba usata fino a quel periodo..
In questi primi anni si creò il rapporto con le edizioni musicali, che tutelavano gli autori dei brani: dall'editore dipendeva il lancio di un brano tramite la ricerca di uno o più interpreti, e solo se questo aveva successo nelle esibizioni dal vivo o attraverso le trasmissioni radiofoniche (all'epoca in diretta) le case discografiche dei vari cantanti curavano la registrazione della canzone, la pubblicazione, la distribuzione e la promozione del supporto tramite gli aggiornamenti dei cataloghi e le recensioni sulle prime riviste musicali
Nel periodo tra le due guerre iniziarono le prime aggregazioni tra case discografiche: nel 1927 la Columbia acquistò la tedesca Parlophon trasformandola in Parlophone, a novembre 1931 la Gramophone e la Columbia Graphophone Company si unirono, dando vita alla EMI (Electric and Musical Industries Limited), mentre l'anno successivo la filiale inglese della Brunswick fu acquisita dalla Decca e la Regal e la Zonophone si unirono dando vita alla Regal Zonophone Records.